# Новотроицкое (Чишминский район)
Новотро́ицкое (баш. Яңы Троицкий) — село в Чишминском районе Республики Башкортостан Российской Федерации. Административный центр Новотроицкого сельсовета.

## География

### Географическое положение
Расстояние до:
- районного центра (Чишмы): 20 км,
- ближайшей ж/д станции (Чишмы): 20 км.

## Население
| 2002 | 2009 | 2010 |
| ---- | ---- | ---- |
| 377  | ↗426 | ↘411 |

### Национальный состав
Согласно переписи 2002 года, преобладающая национальность — татары (72 %).